# Callionymus altipinnis
Callionymus altipinnis är en fiskart som beskrevs av Fricke, 1981. Callionymus altipinnis ingår i släktet Callionymus och familjen sjökocksfiskar. Inga underarter finns listade.